# HD 93083 b
HD 93083 b — экзопланета, представляющая собой газовый гигант, который вращается вокруг красного карлика HD 93083 в созвездии Насоса. Открыта методом доплеровской спектроскопии поисковой группой HARPS в 2005 году.